# Lucius Seius Strabo
Lucius Seius Strabo (ou Lucius Aelius Strabo, francisé en « Strabon ») est un homme politique des débuts de l'Empire romain.
Il est préfet du prétoire sous les règnes des empereurs Auguste et Tibère. La durée de son mandat du préfet est inconnue, mais il occupe le poste de concert avec divers collègues, jusqu'en 15, après quoi il est nommé au poste de gouverneur de l'Égypte. Avec cette carrière, Strabon se distingue par l'obtention des deux plus hautes charges ouvertes aux chevaliers romains sous l'Empire romain.
Son fils est Lucius Aelius Sejanus, qui lui succède en tant que préfet du prétoire en 15, et acquiert une grande influence auprès de l'empereur Tibère et qui dirige Rome et l'Empire avec despotisme pendant près de cinq ans, jusqu'à son exécution en 31, pour complot contre l'empereur.

## Famille
Lucius Seius Strabo est né autour de 46 av. J.-C. à Volsinii en Étrurie, de la famille de Marcus Seius Strabo et de Terentia. Bien que les Seii soient de la classe équestre, le père de Strabon maintient des relations avec les familles sénatoriales par le biais de son mariage avec Terentia : son frère est Aulus Terentius Varro Murena, qui partage le consulat avec Auguste en 23 av. J.-C., et une de ses sœurs est l'épouse de l'ami d'Auguste : Mécène.
Strabon se marie lui aussi à d'illustres familles. Sa première femme est Aelia, la fille de Quintus Aelius Tubero, consul en 11 av. J.-C., un mariage, par lequel il s'allie avec la très prestigieuse gens Aelia. D'Aelia, il a un fils, Lucius Seius Tubero, qui devient consul suffect en 18.
Après la mort d'Aelia, il se marie à Cosconia Lentuli Maligunensis Gallita, sœur de Cossus Cornelius Lentulus (consul ordinaire en 1 av. J.-C. puis préfet de Rome entre 33 et 36), de Publius Cornelius Lentulus Scipio (consul suffect en 2) et de Servius Cornelius Lentulus Maluginensis (consul suffect en 10 et flamine de Jupiter). Avec Cosconia Strabo, il a un fils, Lucius Seius, qui est plus tard adopté par la gens Aelia et il devient connu sous le nom de Lucius Aelius Seianus, ou simplement « Séjan ».
Séjan devient lui-même un conseiller de confiance de Tibère, et au cours du retrait de ce dernier sur l'île de Capri en 26, est dans les faits le souverain de l'Empire romain jusqu'en 31. Cette année-là, alors qu'il aspire au trône et à la succession de Tibère, l'empereur organise sa chute. Il est exécuté avec ses trois enfants.

## Carrière

### Sous Auguste
La classe équestre est une des deux plus hautes classes sociales de la République romaine et des débuts de l'Empire romain. Officiellement, elle est le deuxième niveau de l'élite romaine, derrière les patriciens et la classe sénatoriale. Cela fait d'eux des hommes inoffensifs et, par conséquent, convenables pour d'importantes charges de l'État, telles que la préfecture du prétoire, la gouvernance de l'Égypte, ou de l'ancien poste qui est chargé de la garde du corps personnelle de l'empereur, celui qui contrôle l'approvisionnement en céréales de Rome. Un sénateur qui occupe ces postes peut développer des ambitions pour devenir l'empereur lui-même, un danger dont Auguste est bien conscient.
La Garde prétorienne est formellement établie sous Auguste en 27 av. J.-C. Sous la République romaine, les généraux ou hommes s'appuient sur des corps de soldats privés, mais la Garde établie par Auguste diffère de ces premières cohortes, et non seulement dans leur structure et leur nombre, mais aussi dans leur fonction. En tant que division spéciale de l'armée romaine, ils sont essentiellement fidèles à l'empereur et à sa famille et, en conséquence, leur taux de rémunération est beaucoup plus élevé. Auguste prend cependant soin de maintenir l'apparence républicaine de son régime, et permet seulement que neuf cohortes soient formées, ce qui est moins qu'une légion normale. Seules trois d'entre elles sont toujours maintenues en service actif. Comme les citoyens romains deviennent de plus en plus habitués à la présence de soldats dans la capitale, leur nombre augmente toutefois, passant de 500 à 1 000 soldats par cohorte.
On ne connaît pas les activités précises de la Garde prétorienne au cours de cette période. La fonction principale de la Garde est de protéger l'empereur et sa famille, mais Auguste semble avoir impliqué les Prétoriens aussi dans les tâches de l'administration civile. Avant l'an 2 av. J.-C., les tribuns des cohortes reçoivent les ordres directement d'Auguste lui-même. Cela change avec la nomination des premiers préfets prétoriens, dont seulement quelques-uns sont connus par leur nom. Il est généralement admis que, lorsque Lucius Seius Strabo accepte le poste, peut-être avec Publius Varius Ligur,, il succède à Publius Salvius Aper et Quintus Ostorius Scapula.
La date ou les raisons de la nomination de Strabon ne sont pas claires. Il est cependant probable qu'Auguste le connaisse par la liaison entre sa mère et Mécène. Un passage de Macrobe suggère peut-être que l'empereur et Strabon sont amis. Quelles que soient les raisons, Strabon sert fidèlement dans les fonctions de préfet jusqu'à la mort de l'empereur en 14.

### Sous Tibère
Quand Tibère accède au pouvoir suprême à la mort d'Auguste, l'un de ses premiers actes politiques est de s'assurer la fidélité de la Garde prétorienne. L'historien antique Tacite décrit cet évènement dans son œuvre :

« Les consuls Sextus Pompeius et Sextus Apuleius jurèrent les premiers obéissance à Tibère César ; et entre leurs mains firent serment Seius Strabo et Caius Turranius, préfets, celui-ci des vivres et l'autre du prétoire, puis le Sénat, les soldats et le peuple »

— Tacite, Annales, I, 7.
L'ordre dans lequel cela est mentionné, le Sénat après les deux préfets, indique l'importance qui est maintenant attachée à la fonction de préfet du prétoire à la tête de la garde personnelle de l'empereur. Strabon ne restera cependant pas préfet très longtemps, mais pour ses services rendus à Auguste, il est bien récompensé par Tibère. Il prend une place importante dans le concilium de l'empereur, et obtient la même année que son propre fils, Lucius Aelius Sejanus, devienne son collègue à la préfecture du prétoire. Ensemble, ils commandent la Garde prétorienne de 14 jusqu'en 15.
Ensuite Strabon est promu à la fonction la plus élevée qu'un chevalier romain peut atteindre : gouverneur de l'Égypte,. La durée de son gouvernement n'est pas connue, ni ce qui arrive à Strabon après cette nomination, mais il est suggéré qu'il soit mort en cours de mandat.
Bien que Strabon se distingue par la réalisation des plus hautes fonctions qu'un chevalier romain peut atteindre sous Auguste et Tibère, sa place dans l'histoire est largement éclipsée par l'infamie de son fils Séjan. Au cours de sa préfecture qui pourrait avoir duré près de 17 ans, Séjan introduit des réformes aux prétoriens qui contribuent à façonner la Garde comme une branche intégrante et puissante du Principat. Les soldats sont transférés à la caserne de la Garde prétorienne en une seule garnison et le nombre de cohortes s'accroît de 9 à 12.